# 希謝什蒂鄉 (馬拉穆列什縣)

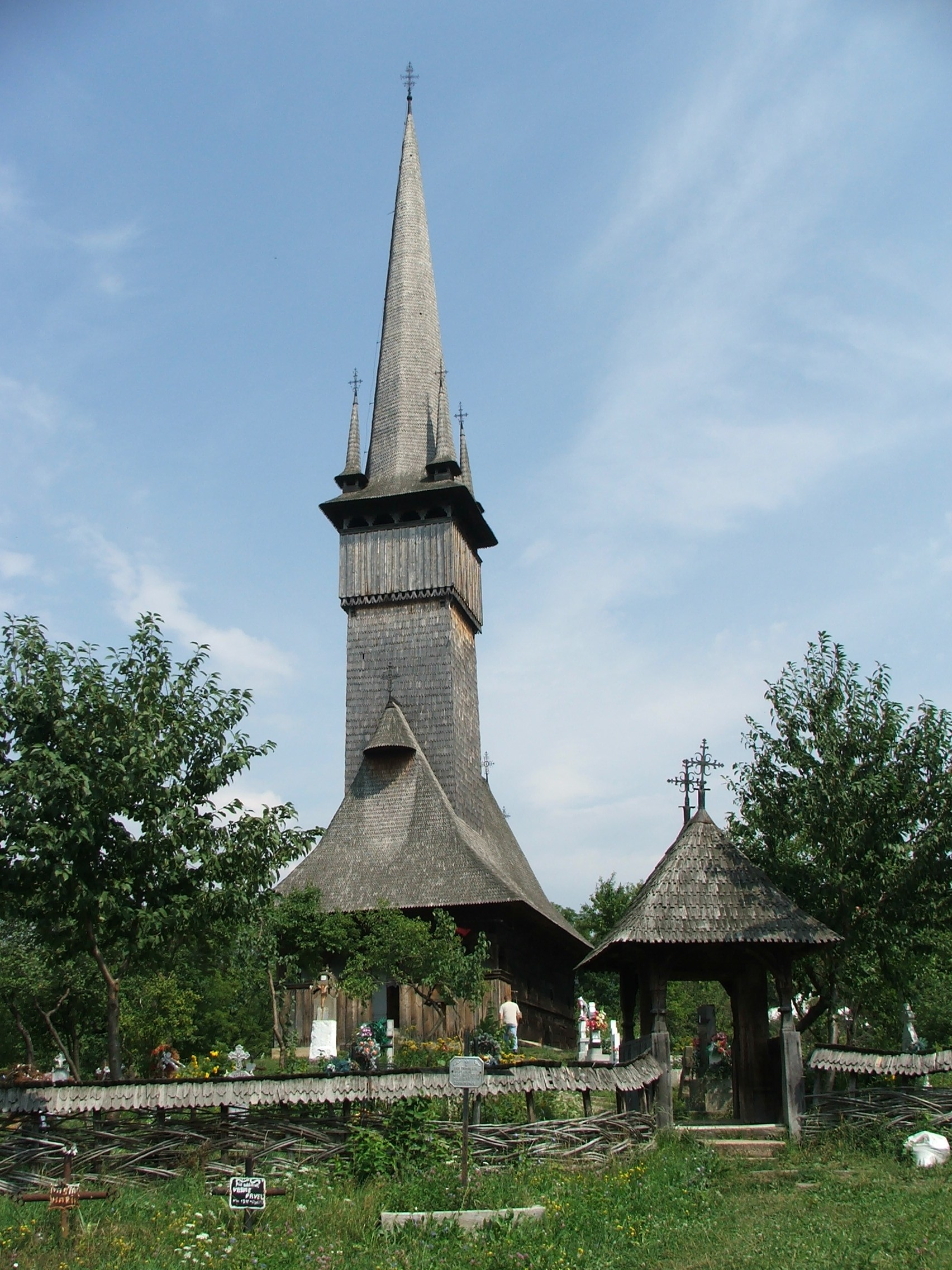

47°37′48″N 23°42′0″E / 47.63000°N 23.70000°E
希謝什蒂鄉（羅馬尼亞語：Comuna Șișești, Maramureș），是羅馬尼亞的鄉份，位於該國西北部，由馬拉穆列什縣負責管轄，面積90平方公里，海拔高度391米，2007年人口5,473，人口密度每平方公里61人。